# Anthrax laetus
Anthrax laetus är en tvåvingeart som beskrevs av Paramonov 1935. Anthrax laetus ingår i släktet Anthrax och familjen svävflugor. Inga underarter finns listade i Catalogue of Life.